# Tutmose (escultor)
| G26 | F31 | s |

| G26 | F31 | s |

Tuthmose o Dyehutymose (engendrado por Dyehuty) (circa  1330 a. C.) fue un artesano y maestro escultor y pintor durante el reinado de Akenatón, que tenía un taller de escultura en la ciudad de Amarna. Fue en dicho lugar donde se han encontrado numerosas «cabezas de reserva» de la reina Nefertiti.
Una expedición arqueológica alemana dirigida por  Ludwig Borchardt encontró en 1912, en la excavación de Ajetatón (Tell el-Amarna), una casa en ruinas que se etiquetó como P47.1-3. Su estudio la identificó con la vivienda y estudio de Tuthmose, gracias a una anteojera de caballo de marfil encontrada en un hoyo en el patio, que tenía inscrito su nombre y título de trabajo: «Favorito del Rey y Maestro de Obras, el escultor Dyehutymose».
Entre otros elementos escultóricos, se encontró en un almacén el busto policromado de Nefertiti, al parecer una muestra para copiar. Además de este famoso busto, había una serie de  vaciados de yeso que se han identificado como retratos de diversos miembros de la familia real y su séquito, incluido Ajenatón, su otra esposa Kiya, su padre Amenhotep III, su sucesor Ay y otros. 
Ejemplos de su trabajo recuperados de su abandonado estudio se pueden ver en el Museo Egipcio de Berlín, el Museo Egipcio de El Cairo, y el Metropolitan Museum of Art, de Nueva York. 

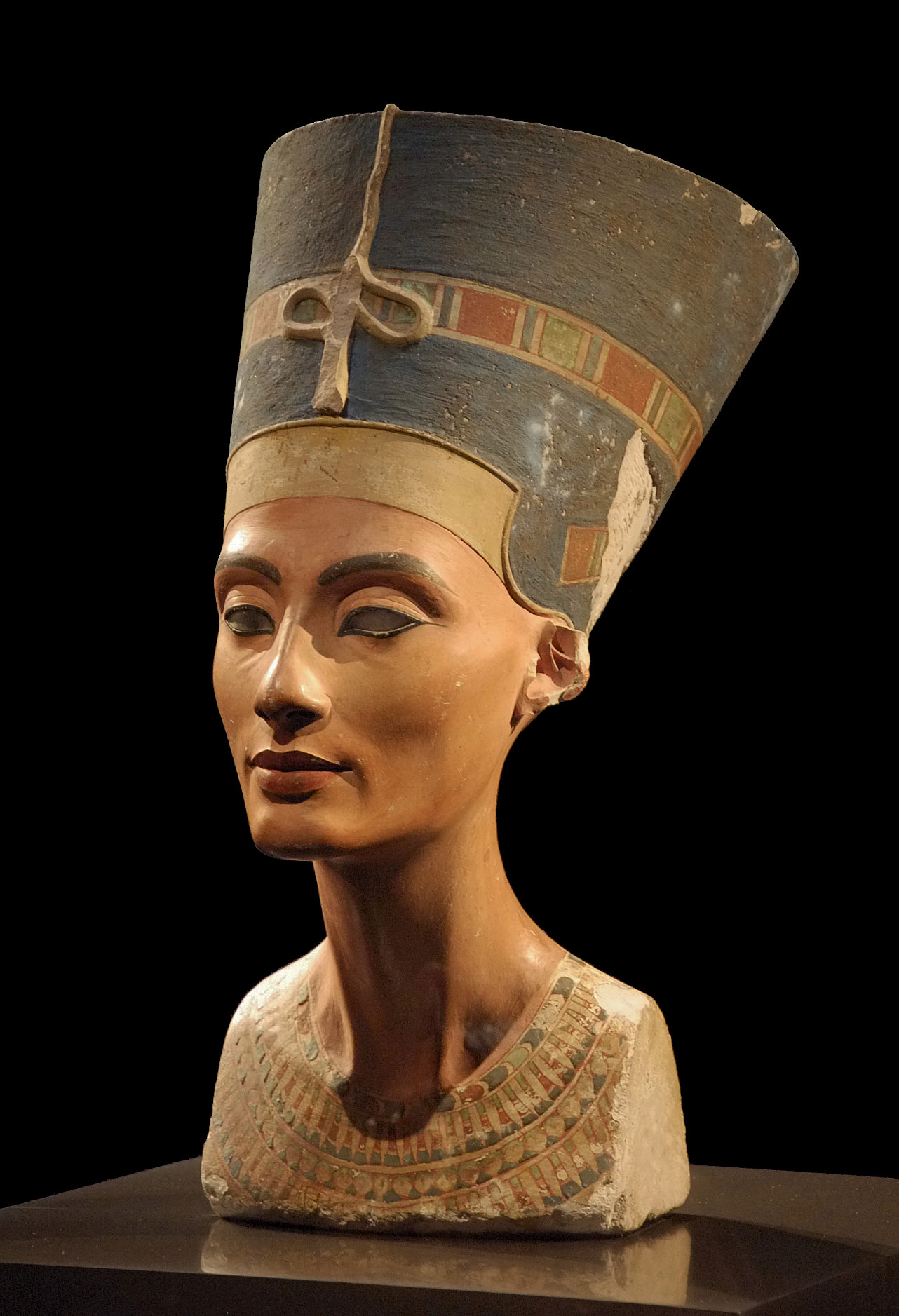
Busto de yeso policromado de Nefertiti. Museo Egipcio de Berlín.
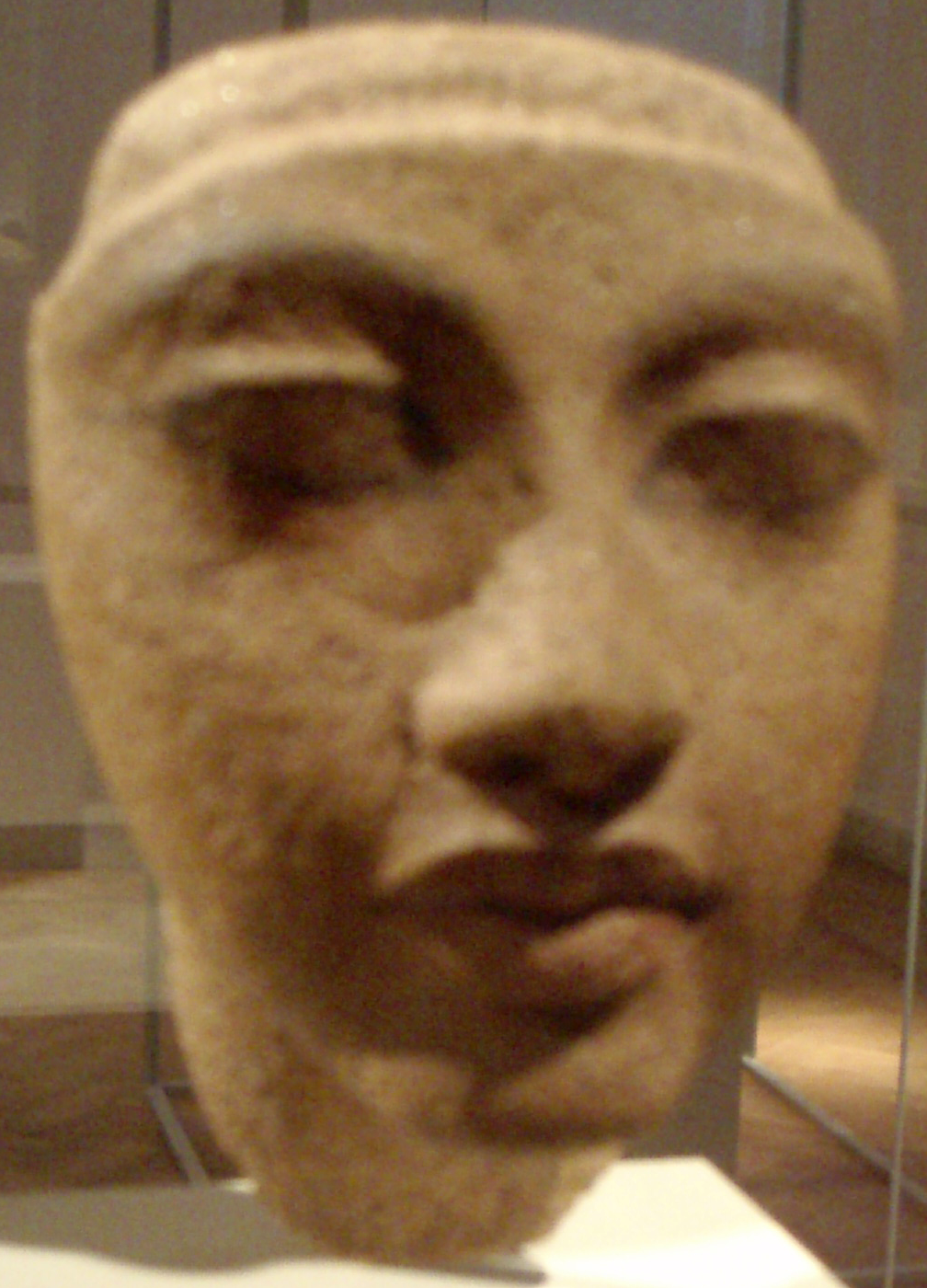
Retrato de estudio de Kiya. Museo Egipcio de Berlín.
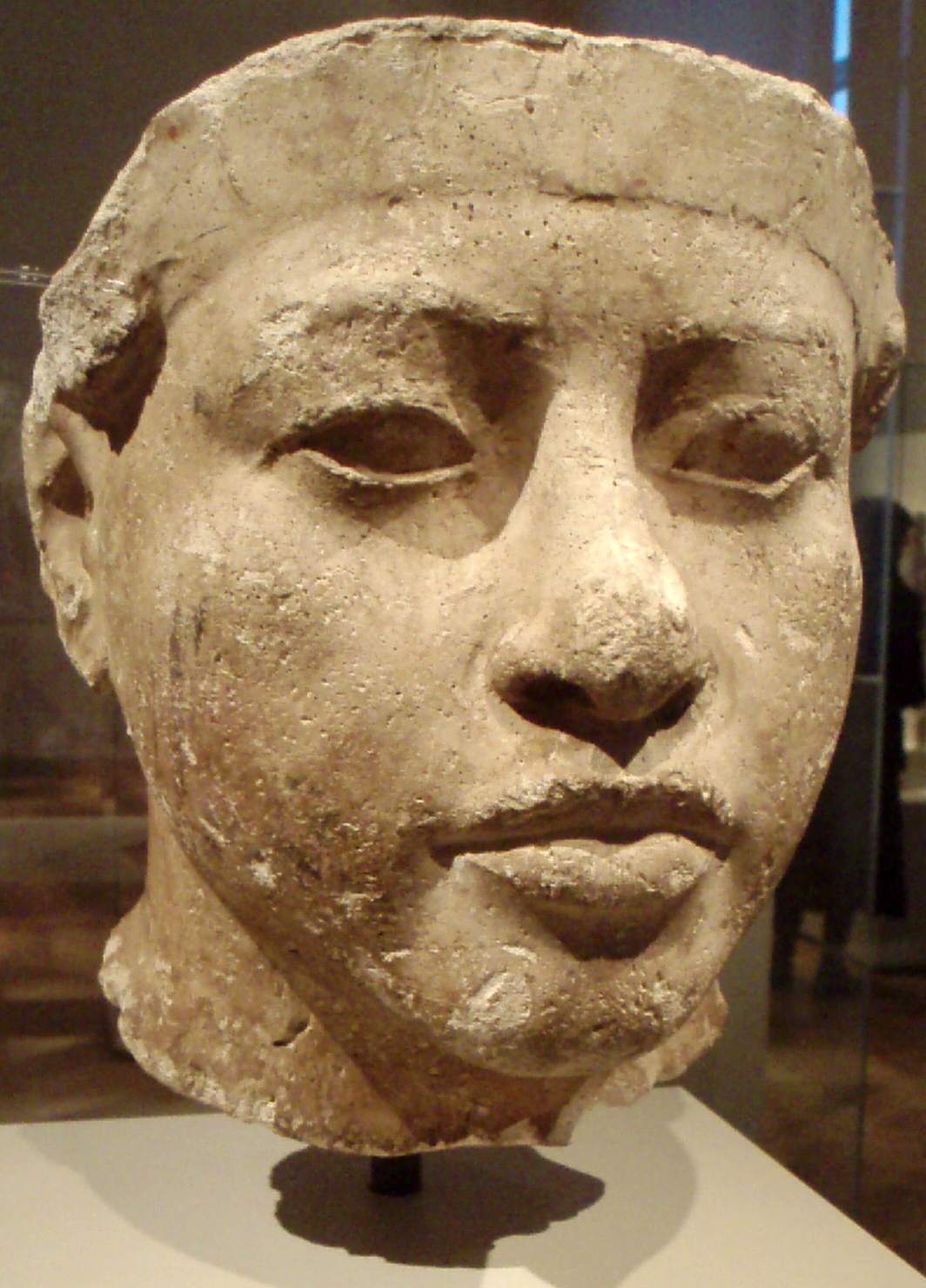
Retrato de Amenhotep III, padre de Ajenatón. Museo Egipcio de Berlín.
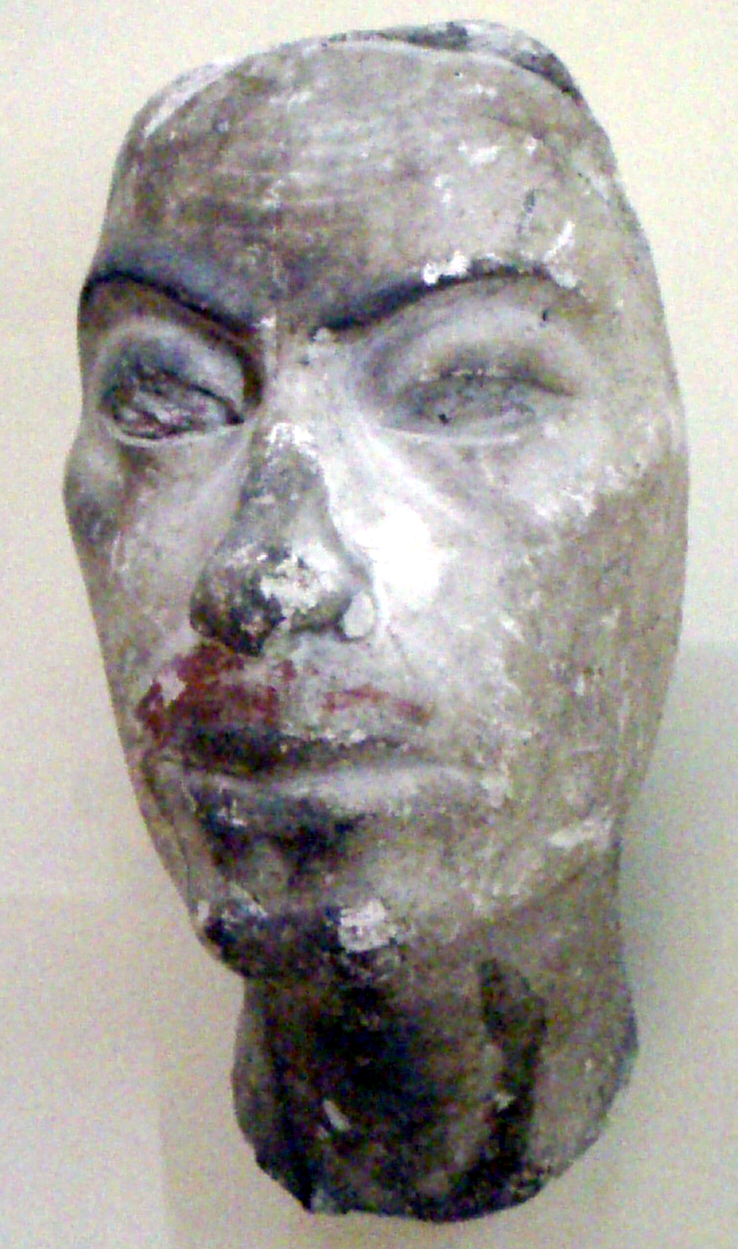
Retrato en yeso de Ay, sucesor del faraón. Museo Egipcio de Berlín.
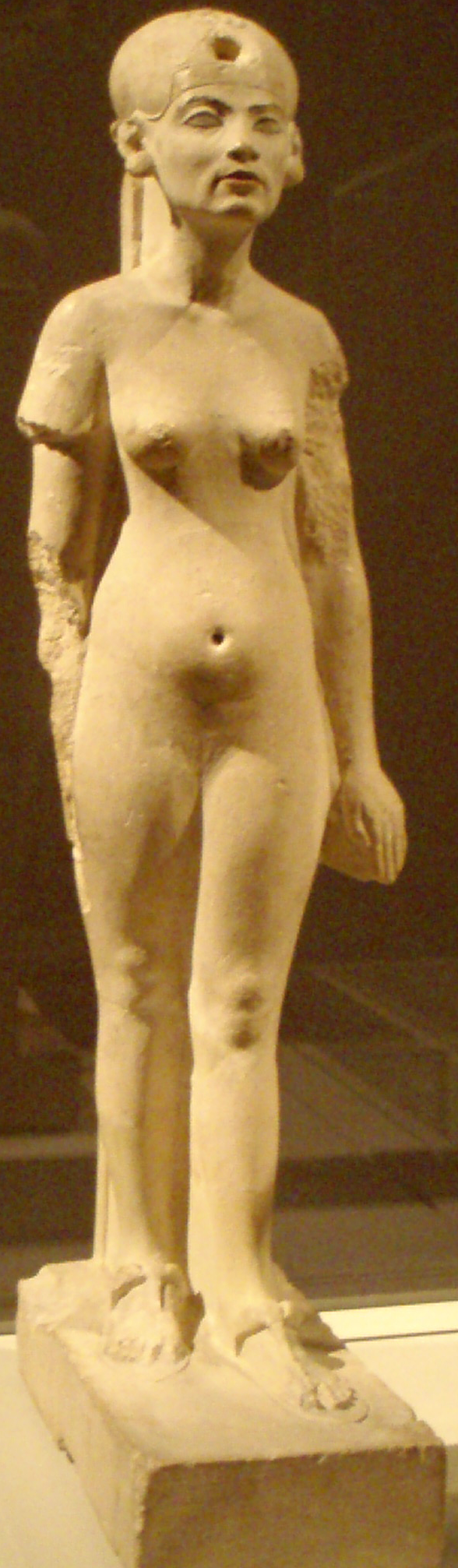
Estatua de pie de Nefertiti. Museo Egipcio de Berlín.
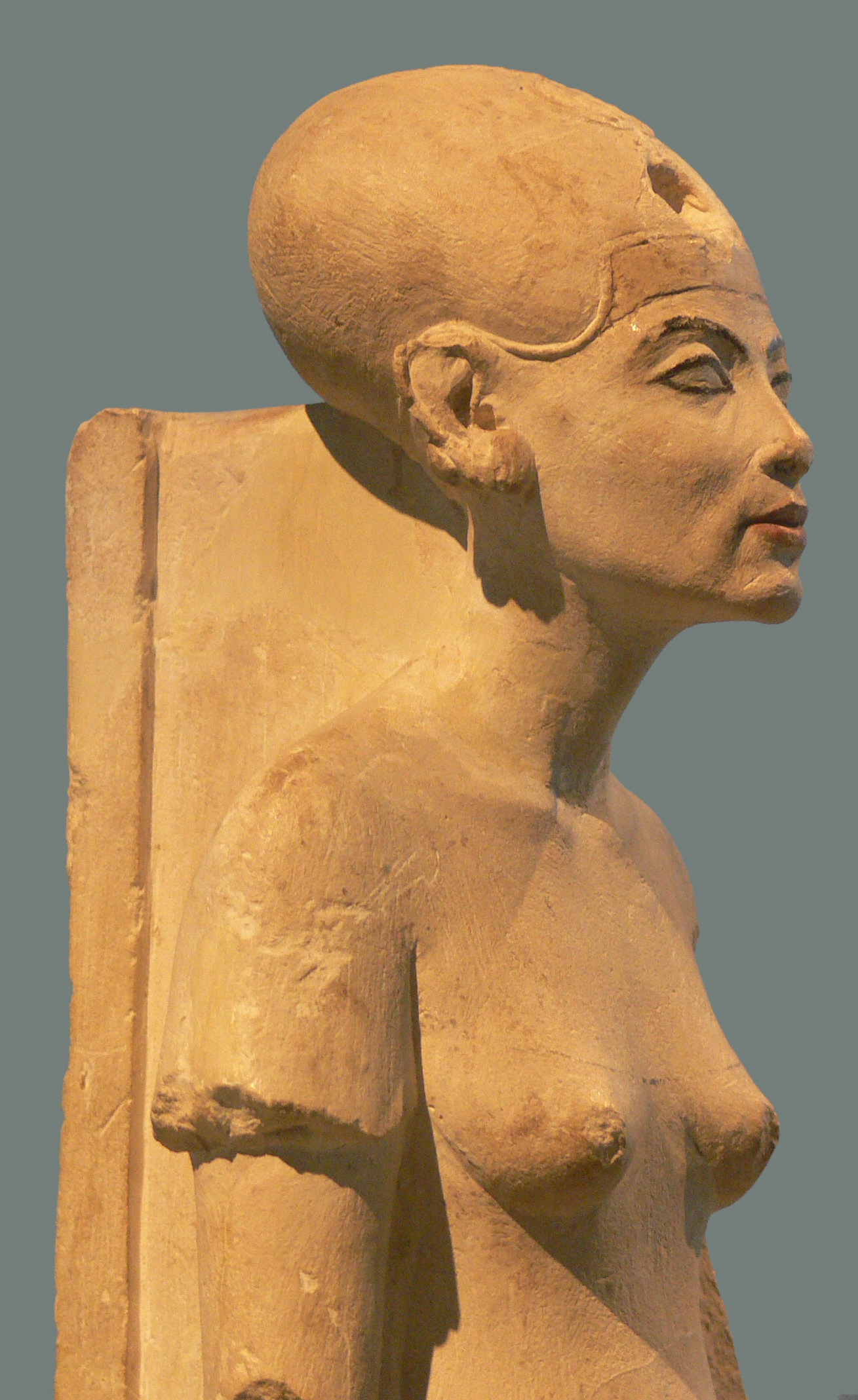
Detalle de la estatua anterior, tallada en piedra arenisca.
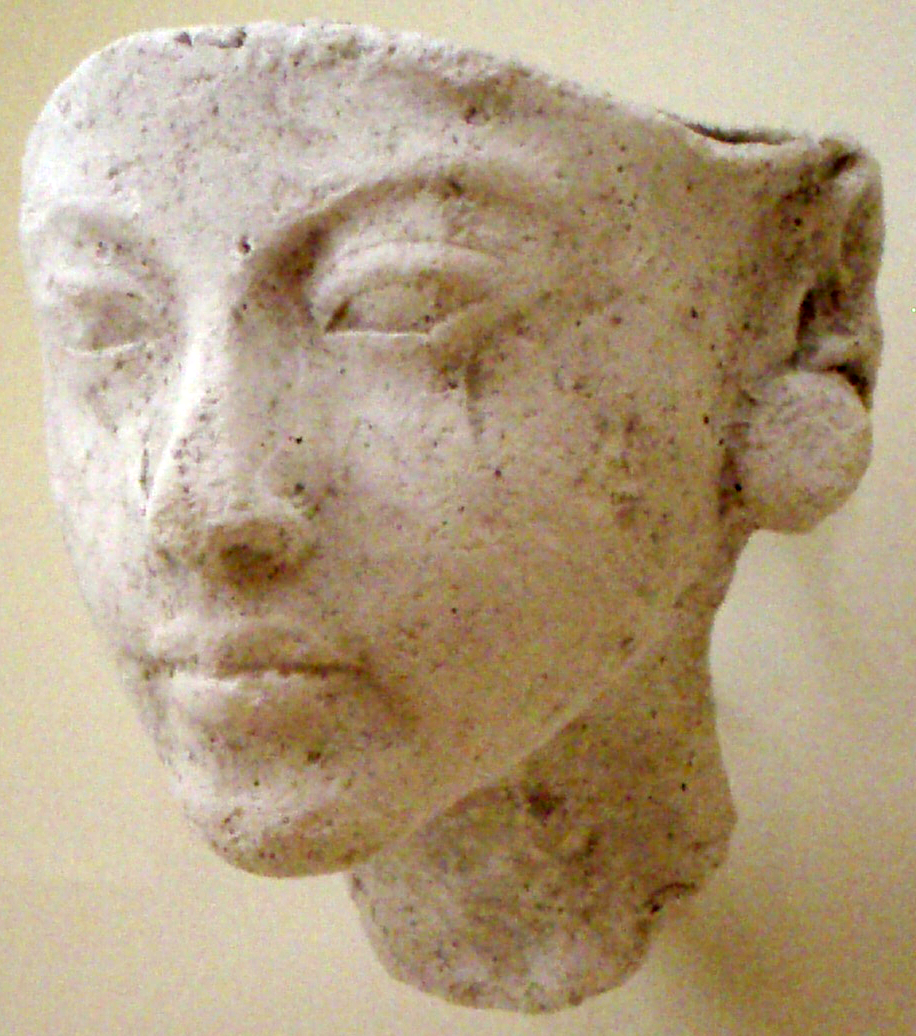
Retrato en yeso de Nefertiti. Museo Egipcio de Berlín.
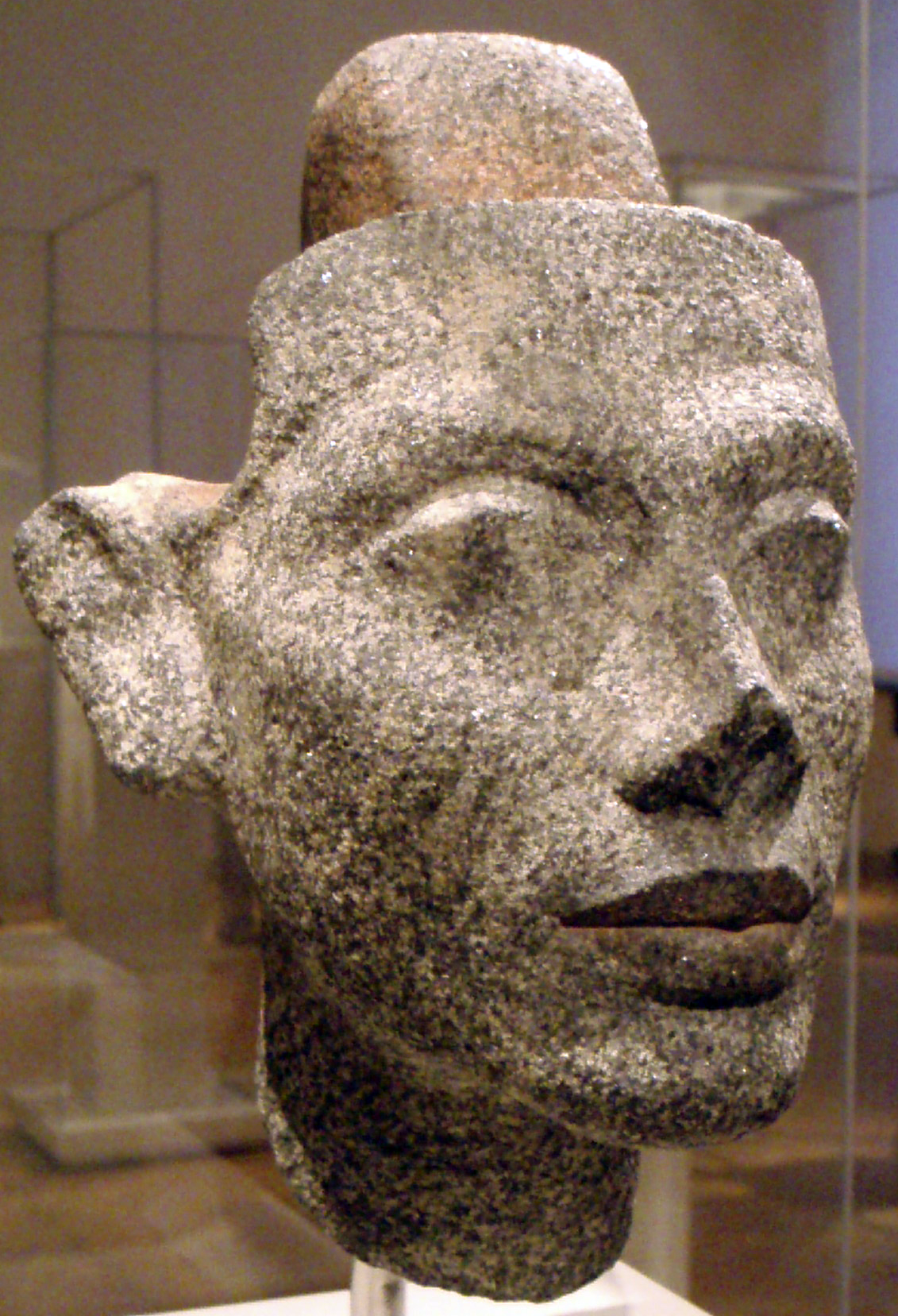
Estatua de granito de Nefertiti. Museo Egipcio de Berlín.
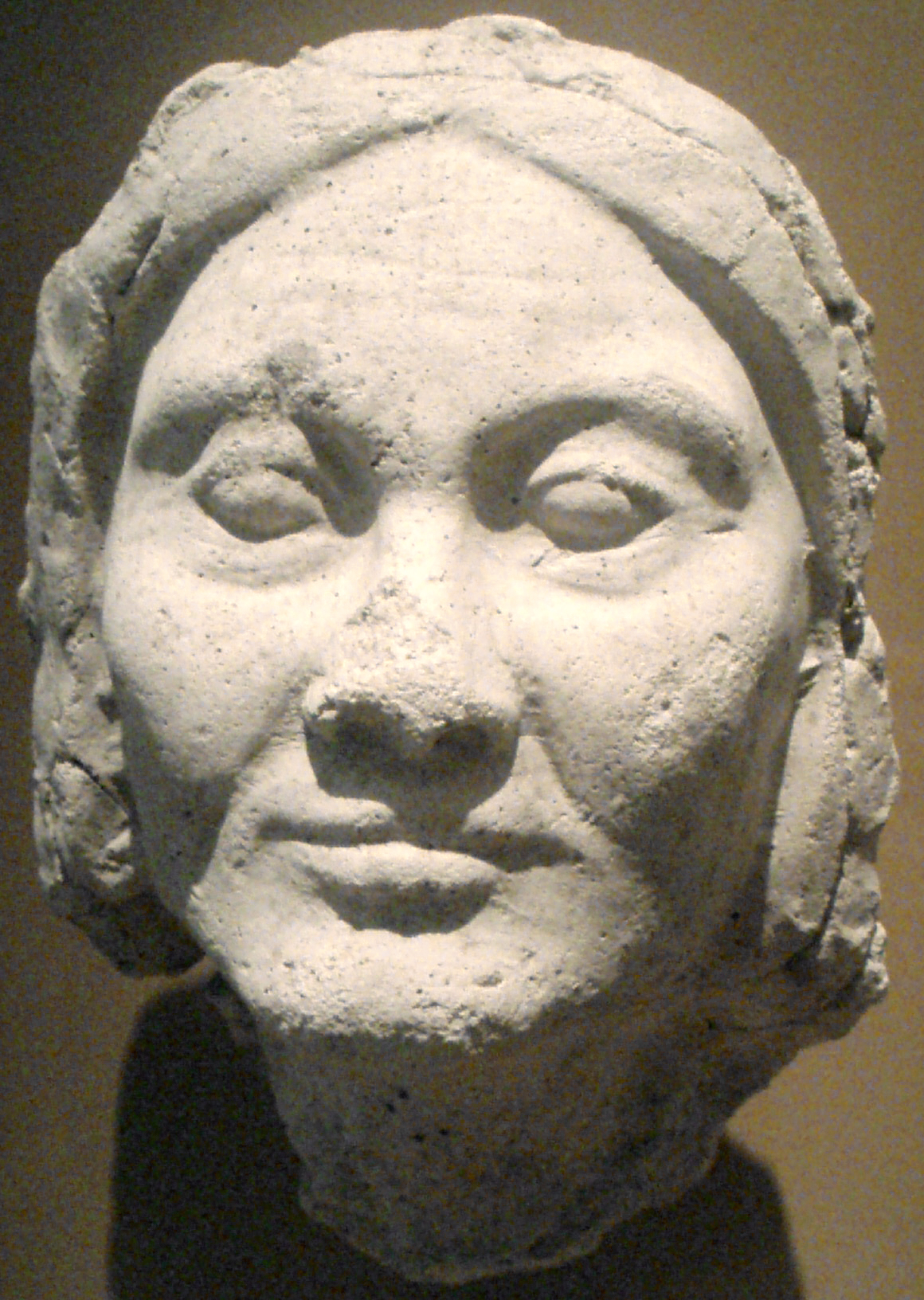
Rostro en yeso de una anciana de finales del reinado, años 14-17. Metropolitan Museum of Art de Nueva York.
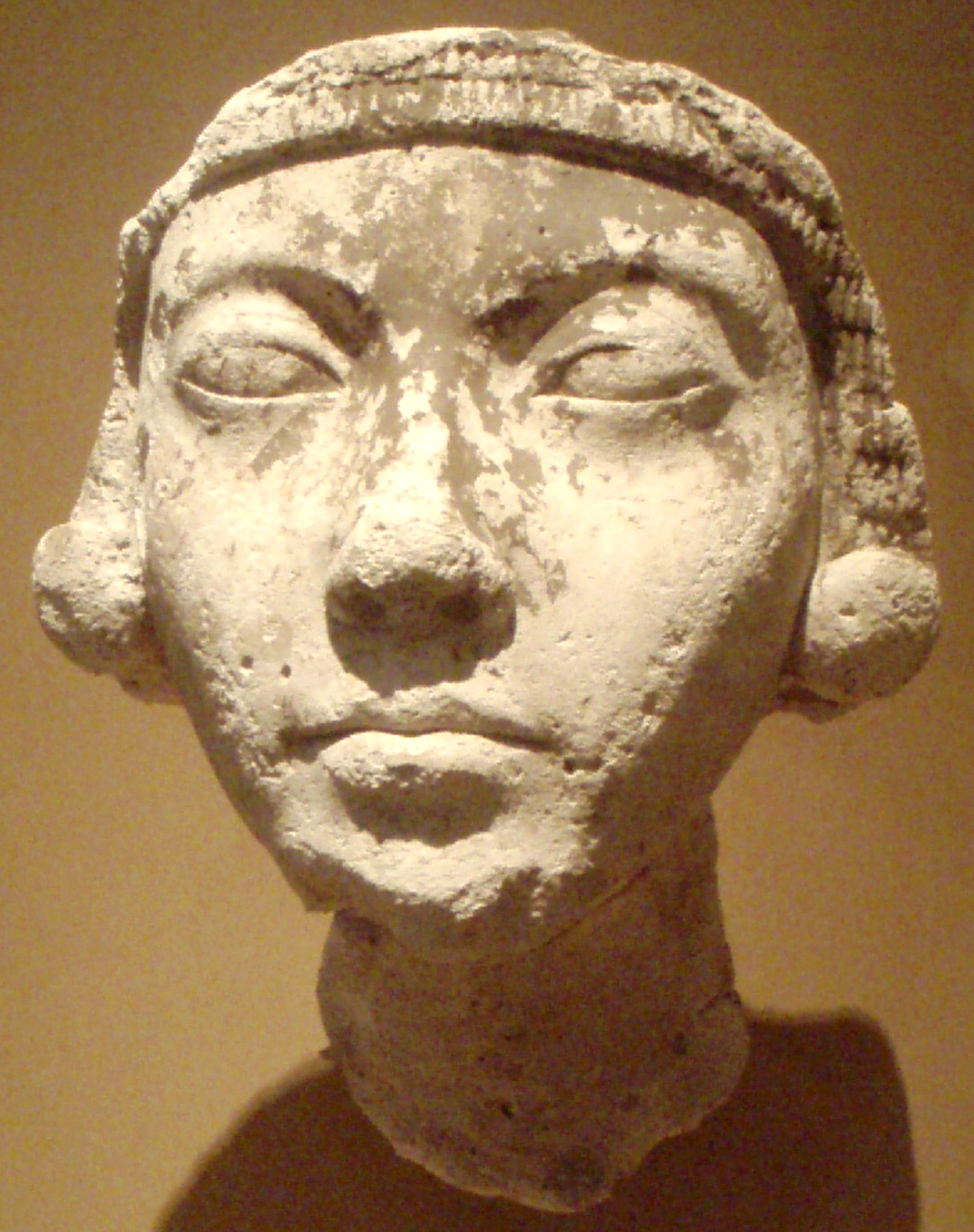
Cara en yeso de una joven (se cree que es Kiya, una de las esposas de Ajenatón), de los años 14-17. Metropolitan Museum of Art de Nueva York.
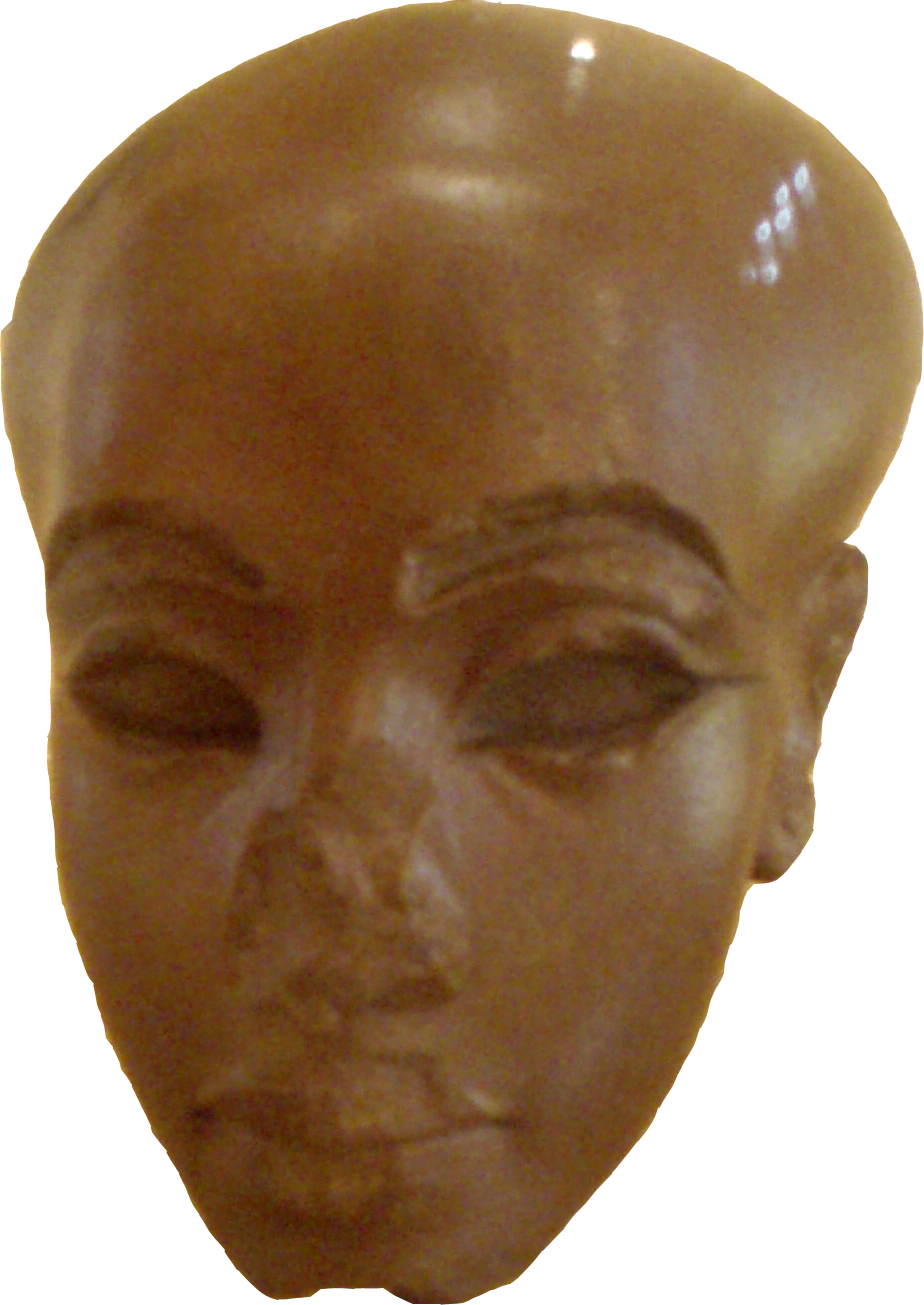
Retrato de la princesa Anjesenpaatón, en cuarcita. Museum of Fine Arts de Boston.

El egiptólogo Alain-Pierre Zivie cree que la tumba Bub. I.19 en Saqqara pertenece al maestro de Amarna: en ella realiza un autorretrato familiar y se representa con una paleta que simboliza el orgullo por su trabajo.